# کاران جوهر
کاران جوهر (راهول کومار جوهر؛ زادهٔ ۲۵ مهٔ ۱۹۷۲) هنرپیشه، کارگردان، فیلم‌نامه‌نویس و تهیه‌کنندهٔ اهل هند است. وی از سال ۱۹۹۵ میلادی فعالیت هنری خود را آغاز کرد.
برخی به او لقب "گاد فادر بالیوود" را داده اند و معتقدند او نفوذ بسیار بالایی در صنعت سینمایی هند دارد.

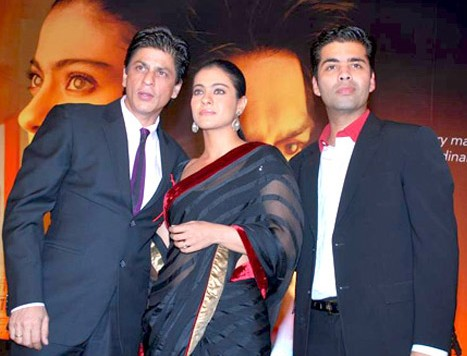
کاران جوهر ، شاهرخ خان و کاجول

کاران جوهر کار خود را با نویسندگی و کارگردانی فیلم داره یه اتفاقایی میفته آغاز کرد. این فیلم با حضور زوج مشهور شاهرخ خان و کاجول بسیار موفق ظاهر شد و توانست جوایز متعددی برای کاران به ارمغان آورد. پس از آن نیز وی با فیلم‌های دیگری نظیر من خان هستم توانست جوایز معتبر سینمای هند نظیر جوایز فیلم‌فیر را از آن خود کند. وی علاوه بر کارگردانی، نویسندگی، تهیه‌کنندگی و بازیگری در سینما، تاک شوی معروف قهوه با کاران را در تلویزیون اجرا می‌کند که از سال ۲۰۰۴ تا ۲۰۱۸، شش فصل از آن بر روی آنتن رفته است. این برنامه گفتگوی کاران با بازیگران مشهور (سلبریتی) بالیوود است.
او در کتاب زندگی‌نامهٔ خود با عنوان «یک پسر نامناسب» بعد از سال‌ها تعقیب توسط رسانه‌ها بالاخره گرایش جنسی خود را همجنس‌گرایی عنوان کرد. او تاکید کرد چندین سال قبل رابطه‌ای را در لس آنجلس داشته که به علت نقل مکان آن فرد به نیویورک، تمام شده است. او ادامه داد: مردم به من می‌گویند من با همجنس‌گرایی شوخی می‌کنم و رفتار یکنواختی دارم، اما واقعیت این است که من این موضوع را سر میز شام آوردم. روزانه ایمیل‌های زیادی از سرتاسر هند از دختران و پسران زیادی دریافت می‌کنم که از من قدردانی می‌کنند. آن‌ها می‌گفتند حداقل الان مردم می‌دانند اصل ماجرا چیست.
کاران صاحب دو فرزند دختر و پسر به نام های یاش و روحی است که از طریق رحم جایگزین، در سال ۲۰۱۷ به دنیا آمده اند و دوقلو هستند.